# パルジファル
舞台神聖祝典劇『パルジファル』（Bühnenweihfestspiel "Parsifal" ）は、リヒャルト・ワーグナーが1882年に完成させた楽劇。全3幕。原語ドイツ語。台本も作曲家自身による。中世（10世紀ごろ）スペインのモンサルヴァート城およびクリングゾルの魔の城を舞台とする。
初演は1882年7月26日、バイロイト祝祭劇場。日本初演は1967年。

## 主な登場人物
- パルジファル（テノール）　無垢で愚かな若者として登場し、パルジファルの名前は劇中で明らかにされる。
- グルネマンツ（バス）　モンサルヴァート城の老騎士。のちに隠者。
- アン（アム）フォルタス（バリトン）　モンサルヴァート城の王。聖杯を守る。
- クンドリ（ソプラノ）　呪われた女。クリングゾルの手先となる。
- クリングゾル（バリトン）　魔法使い。
- ティトゥレル（バス）　アンフォルタスの父。先王。
- 聖杯守護の騎士2人（テノール、バス）
- 小姓4人（ソプラノ2、テノール2）
- 花の乙女たち6人（ソプラノ、アルト）

## 楽器編成
フルート3、オーボエ3、イングリッシュホルン、クラリネット3、バスクラリネット、ファゴット3、コントラファゴット、ホルン4、トランペット3、トロンボーン3、チューバ、ティンパニ2人（2対）、ハープ2、弦5部（16型）
舞台裏に鐘6個、トランペット6、トロンボーン6、中太鼓、サンダーシート
『ニーベルングの指環』以来の4管編成の跡が残っている。

## 演奏時間
全曲約4時間半（各幕120分、70分、80分）。しかし指揮者による変動が非常に大きく、3時間40分未満から4時間40分を遥かに超える指揮者までいろいろある。カットの場合はこれに当たらないので記さない。また録音・録画や上演への鑑賞などのために便宜的に長いほうの演奏時間を記しておく。

## 構成とあらすじ

### 第1幕
前奏曲。グルネマンツと小姓たちが傷の治療のために湖へ向かう王を待っているところへ、クンドリが現れ、アンフォルタス王の薬を託す。かつてアンフォルタスはクンドリに誘惑され、聖槍を奪われて傷つけられていた。癒えない傷口からは、絶えず血が流れ出し、罪の意識を伴ってアンフォルタスを苦しめた。グルネマンツは魔法使いクリングゾルの邪悪と、王を救うための神託について語る。神託とは、「共苦して知に至る、汚れなき愚者を待て」というものであった。そこへ、湖の白鳥を射落とした若者が引っ立てられてくる。グルネマンツはこの若者こそ神託の顕現ではないかと期待し、若者を連れて城へ向かう。城内の礼拝堂で、聖杯の儀式が執り行われる。しかし、傷ついているアンフォルタスにとって、儀式は苦悩を増すものでしかない。官能への憧れと罪への苦痛、死への願望がアンフォルタスを襲う。先王ティトゥレルの促しによって、聖杯が開帳される。しかし、若者は茫然として立ちつくすばかり。グルネマンツは失望して若者を追い立てる。

### 第2幕
短い前奏曲。クリングゾルの魔の城。クリングゾルの呼びかけに応じてクンドリが目覚める。クリングゾルはクンドリに、魔の城に侵入した若者を誘惑し堕落させるように命じる。クンドリは抵抗するが、結局言いなりになるしかない。若者は襲いかかってくる兵士たちをなぎ倒して進むうち、クリングゾルの魔法によって、あたりは花園になる。花の乙女たちが無邪気に舞いながら若者を誘う。やがてクンドリが「パルジファル！」と呼びかけ、初めて若者の名が明かされる。クンドリはパルジファルの母親の愛を語り、接吻する。ところが、この接吻によって、パルジファルは知を得て、アンフォルタスの苦悩を自分のものとする。なおもクンドリはパルジファルに迫り、クンドリの呪われた過去も明らかになる。しかし、パルジファルはこれを退ける。誘惑に失敗したと悟ったクリングゾルが現れ、聖槍をパルジファルめがけて投げつける。聖槍はパルジファルの頭上で静止し、パルジファルがそれをつかんで十字を切ると、魔法が解け、城は崩壊して花園は荒野と化す。

### 第3幕
前奏曲は、パルジファルの彷徨・遍歴を示す。第1幕と同じ場所で、隠者となったグルネマンツは倒れているクンドリを見つける。そこに武装した騎士が現れる。騎士はパルジファルだった。いまやアンフォルタスは聖杯の儀式を拒否し、先王ティトゥレルも失意のうちに没し、聖杯の騎士団は崩壊の危機に瀕していた。クンドリが水を汲んできて、パルジファルの足を洗い、グルネマンツがパルジファルの頭に水をかける洗礼の儀式。パルジファルもまたクンドリを浄める。泣くクンドリ。ここから聖金曜日の音楽となる。3人は城に向かう。城では、騎士たちの要請によって、ティトゥレルの葬儀のための儀式が、これを最後に始まろうとしていた。アンフォルタスは苦悩の頂点に達し、「我に死を」と叫ぶ。そのとき、パルジファルが進み出て、聖槍を王の傷口にあてると、たちまち傷が癒えた。パルジファルは新しい王となることを宣言、聖杯を高く掲げる。合唱が「救済者に救済を！」と歌う。聖杯は灼熱の輝きを放ち、丸天井から一羽の白鳩が舞い降りて、パルジファルの頭上で羽ばたく。クンドリは呪いから解放されてその場で息絶える。

## 作曲の経緯
- 1845年6月、マリーエンバートに温泉治療のために滞在中、ヴォルフラム・フォン・エッシェンバッハの叙事詩『パルチヴァール』やアルブレヒトの『新ティトゥレル』[3]の翻訳・再話、作者不明の叙事詩『ローエングリン』[4]の序文を読む[5]。『ローエングリン』、『ニュルンベルクのマイスタージンガー』の着想を得る。
- 1857年4月、ワーグナーの自伝『わが生涯』によれば、チューリヒの「隠れ家」において静かな春の日に喜び、今日は（大切な）聖金曜日（復活祭に先立つ金曜日で、十字架に架けられたイエスを記念する日）であったとの思いを深くし、『パルチヴァール』での同様の警告[6]を想い出した。聖金曜日の思想から（von dem Karfreitags-Gedanken）『パルジファル』全3幕の構想を得たとされている。しかし、これはワーグナーの詩的創作だったと後に自身が認めている[7]。実際には、『ローエングリン』が作曲された1846年から1848年ごろには構想が芽生えていたと考えられる。しかし、実際の着手までには時間がかかり、この後も長い空白が置かれた。
- 1865年8月27日-30日、ルートヴィヒ2世に求められて台本の第1草稿を書く。草稿は国王に贈呈された。しかし、この後、ワーグナーはバイロイト祝祭劇場の建設や『ニーベルングの指環』の上演などに忙殺される。
- 1877年1月25日-2月28日、第2草稿。
- 1877年3月14日、「パルチヴァール」(Parzival)の表記を「パルジファル」(Parsifal)に直す。
- 1877年4月19日、台本完成。作曲にかかる。
- 1882年1月13日、スコア完成。結局、着想から40年近くかかったことになる。また、草稿の台本と総譜にはかなりの差異が認められる。

## 原作及び「パルジファル」の表記について
『パルジファル』の台本は、ヴォルフラム・フォン・エッシェンバッハの叙事詩『パルチヴァール』に基づいている。『パルチヴァール』は、歌劇『ローエングリン』の制作にも影響を及ぼしているかもしれない。『パルチヴァール』のエピローグには、白鳥の騎士ローエングリンの物語が紹介されているからである。『ローエングリン』第3幕で、ローエングリンは、モンサルヴァート城の王パルチヴァール（Parzival）の息子であると名乗っている。パルジファルが白鳥を射落として引き立てられてくることと、ローエングリンが「白鳥の騎士」であることの関連は明らかであろう。ほかにも、各幕の構成や、『パルジファル』のクンドリが『ローエングリン』のエルザとオルトルートを合わせたような存在であることなど、二つの作品は関連が深い。
パルチヴァールの名前の語源として、アラビア語の "Parsi oder Parseh Fal, d.i. der reine oder arme Dumme"（パルシないしパルセー　ファル　すなわち「清らかな」ないし「哀れな」「愚者」？）であるとする、ヨーゼフ・ゲレス（英語版）の説を取り入れて、ワーグナーは Parsifal に綴りを直したとされる。晩年、ワーグナーが親密に交際したジュディット・ゴーティエ（英語版）は、この説は誤りだと指摘したが、ワーグナーは「そうであっても構わない。」として訂正しなかったという。
ヴォルフラム・フォン・エッシェンバッハの『パルチヴァール』(Parzival)はクレティアン・ド・トロワの『ペルスヴァル』(Perceval)に由来する。中世フランス文学・比較神話学の権威フィリップ・ヴァルテール（1952-）は、「ペルスヴァル（Perceval）の名は、《谷（ヴァル）》(val)の秘密を《つき止める（ペルス）》(perce)者と読むことができる（ペルスヴァルが訪ねた漁夫王の館が《谷（ヴァル）の中に》位置していたからである）」と解釈している。

## 上演について
『パルジファル』は、ワーグナーがバイロイト祝祭劇場での上演を前提にして書いた唯一の作品である。ワーグナーの死後、その遺志を継いだ未亡人コジマは『パルジファル』をバイロイトの独占とするために運動し、1886年のベルヌ条約により、1913年までバイロイトでの独占上演が認められた。ワーグナーの死から30年後、作曲家の著作権が切れる1913年12月31日の深夜から翌日にかけて、ベルリン、ブダペスト、バルセロナの各歌劇場で『パルジファル』が上演された。ブダペスト初演の指揮者はフリッツ・ライナーである。しかし、条約批准の遅かったアメリカとオランダでは、これらに先立ち、1903年にニューヨーク、1905年にアムステルダムで、それぞれ初演されていた。
「ワーグナーが全幕の後に拍手を禁じた」という事実はない。これは初演時に彼が「雰囲気を損なわないために途中で拍手しないように」と求めたところ（しかしワーグナー自身が「花の乙女」のシーンで拍手したともいう）、観客が幕の後にも拍手をしなかったため、ワーグナーは戸惑い、後で「それは誤解で、各幕の後に拍手をしてくれてよい」と語った。これが原因となって現在でも第1幕の後に沈黙を守る慣習が残っているが、近年ではウィーンやバイロイトでも通常通りの拍手が起こることも普通になっている（ただしカーテンコールは行われないことも多い）。

## 第1幕への前奏曲
変イ長調。ワーグナー自身は、前奏曲は「劇的」でなく「根源的」に演奏されねばならないと語っていたとされる。また、ワーグナーがルートヴィヒ2世のために書いた注釈には、「愛－信仰－：希望?」と記されている。前奏曲では、主として「愛餐の動機」（イングリッシュホルン、クラリネット、ファゴット、弱音器付きのヴァイオリン、チェロ）、「聖杯の動機」（金管の順次上行。ドイツの賛美歌『ドレスデン・アーメン』を借用）、「信仰の動機」（ホルン、トランペット）が扱われる。とくに「愛餐の動機」は、多種の楽器を重ねることで楽器独自の響きがぼかされており、これはバイロイト祝祭歌劇場での上演を意識した音色と見られる。『ローエングリン』前奏曲がイ長調であるのに対し、『パルジファル』前奏曲がそれより半音低い変イ長調で書かれていることも、より柔らかい、くぐもったような雰囲気を表出することに役立っていると考えられる。曲は次第に重苦しくなっていくが、やがて「聖杯の動機」が希望を示すかのように繰り返され、第1幕へとつながっている。

## 解釈について
『パルジファル』の題材となった聖杯伝説は、キリスト教に基づく伝説である。だが、『パルジファル』は、誘惑に負けたアンフォルタスの救済が、単に純潔というだけでは達成されず、共に苦しんで知を得る愚者によってなされる、という「神託」の実現が物語の中核をなしており、キリスト教的というより、むしろ独自の宗教色を示しているといえる。
本作に登場する聖杯騎士団やクンドリやクリングゾル、聖杯（グラール）と聖槍（ロンギヌスの槍）など各モチーフについても、多義的な象徴性を持っていて、さまざまな解釈がある。とくに、最後を締めくくる「救済者に救済を！」という言葉は逆説的で、議論・研究の的ともなってきた。具体的には、本作で救済されるのは、アンフォルタスとクンドリ、それに聖騎士団ということになろうが、アンフォルタスらは聖杯の「守護者」ではあっても「救済者」とはいえない。では「救済者」とは、彼らを救済したパルジファルのことであろうか、それとも、イエスその人であろうか、はたまた作曲者のワーグナー自身であろうか、といった様々な解釈が考えられる。また、「救済」そのものについても、各種の説がある。例えば、救済ですべてが解決するのではなく、救済者もまたいずれ救済を必要とするようになるという「運命論」的考え方もある。
ワーグナーは、キリスト教の起源はインドにあり、この純粋な「共苦」（Mitleid）の宗教をユダヤ教が「接ぎ木」をして歪めたという問題意識を持っていた。
後にハルムート・ツェリンスキーは制作当時の彼の書簡や日記を丹念に分析し、この「救済者」とはキリスト(教)のことであり、救済とはキリスト教に加味された不純なユダヤ的要素を祓い清めることを意味していた、と結論づけた。
いずれにせよ、音楽、文学、神話、宗教、哲学、民族などについての幅広いワーグナーの思索活動が、広範で多層的な解釈を呼び起こしているのである。

## 影響
フランスの作家ジュリアン・グラック（Julien Gracq, 1910年 - 2007年）はこの作品に触発されて小説『アルゴールの城にて』（Au château d'Argol, 1938年）と戯曲『漁夫王』（Le roi Pêcheur, 1948年）を書いた。

## 書誌

### 一次情報源
- John Deathridge/Martin Geck/Egon Voss, Wagner Werk-Verzeichnis. Verzeichnis der musikalischen Werke Richard Wagners und ihrer Quellen, Mainz (Schott) 1986.
- Richard Wagner, Parsifal, first edition of the full score, Mainz (Schott Verlag) 1883.
- Richard Wagner, Entwürfe zu: »Die Meistersinger von Nürnberg«, »Tristan und Isolde«, »Parsifal«, ed. Hans von Wolzogen, Leipzig (Siegel) 1907.
- Richard Wagner, Parsifal, facsimile of the composer's autograph, München (Dreimasken Verlag) 1925.
- Richard Wagner, Parsifal, WWV 111, critical edition, edd. Martin Geck & Egon Voss, Mainz (Schott) 1978.

### 二次文学
- Theodor W. Adorno, Versuch über Wagner, »Gesammelte Schriften«, vol. 13, Frankfurt (Suhrkamp) 1971; English translation: In Search of Wagner, trad. Rodney Livingstone, Manchester (NLB) 1981.
- Theodor W. Adorno, Zur Partitur des Parsifal, in: Theodor W. Adorno, Gesammelte Schriften, vol. 17, Frankfurt (Suhrkamp) 1982, pp. 47-51.
- Evan Baker, From the Score to the Stage: An Illustrated History of Opera Production and Staging in Continental Europe, Chicago (Chicago University Press) 2013.
- Hans-Joachim Bauer, Wagners »Parsifal«. Kriterien der Kompositionstechnik, München / Salzburg (Katzbichler) 1977.
- Oswald Georg Bauer, Richard Wagner. Die Bühnenwerke von der Uraufführung bis heute, Frankfurt/Berlin/Wien (Propyläen Verlag) 1982; French translation: Fribourg/CH (Office du Livre) 1982; English translation: 1983.
- Oswald Georg Bauer, Die Geschichte der Bayreuther Festspiele, 2 voll., Berlin (Deutscher Kunstverlag) 2016.
- Carl Friedrich Baumann, Bühnentechnik im Festspielhaus Bayreuth, München (Prestel) 1980.
- Peter Berne, Parsifal oder Die höhere Bestimmung des Menschen. Christus-Mystik und buddhistische Weltdeutung in Wagners letztem Drama, Wien (Hollitzer Wissenschaft) 2017, ISBN 978-3-99012-419-2.
- Dieter Borchmeyer, Das Theater Richard Wagners. Idee ─ Dichtung ─ Wirkung, Stuttgart (Reclam) 1982; English translation (Stewart Spencer): Richard Wagner: Theory and Theatre, Oxford (Clarendon) 1991.
- Dieter Borchmeyer/Jörg Salaquarda (ed.), Nietzsche und Wagner. Stationen einer epochalen Begegnung, Frankfurt/Leipzig (Insel) 1994.
- Dieter Borchmeyer, Richard Wagner. Ahasvers Wandlungen, Frankfurt/Leipzig (Insel) 2002.
- Jacques Chailley, »Parsifal« de Richard Wagner: opéra initiatique, Paris (Buchet/Chastel) 1986.
- Attila Csampai/Dietmar Holland (ed.), Richard Wagner, »Parsifal«. Texte, Materialien, Kommentare, Reinbek (rororo) 1984.
- Carl Dahlhaus, Richard Wagners Musikdramen, Velber (Friedrich Verlag) 1971; 2. edition: München / Kassel (dtv/Bärenreiter) 1990; English translation (Mary Whittall): Richard Wagner's Music Dramas, Cambridge (Cambridge University Press) 1979 ; 『リヒャルト・ワーグナーの楽劇』好村冨士彦、小田智敏 共訳、音楽之友社、1995年 ISBN 4-276-13052-2.

- Carl Dahlhaus, Wagners Konzeption des musikalischen Dramas, Regensburg (Bosse) 1971, 2München/Kassel (dtv/Bärenreiter) 1990.
- Sven Friedrich, Das auratische Kunstwerk. Zur Ästhetik von Richard Wagners Musiktheater-Utopie, Tübingen (Niemeyer) 1996.
- Sven Friedrich, Richard Wagner, Deutung und Wirkung. Königshausen & Neumann, Würzburg 2004, ISBN 3-8260-2851-1.
- Adriana Guarnieri Corazzol, Tristano, mio Tristano. Gli scrittori italiani e il caso Wagner, Bologna (Il Mulino) 1988.
- Wolf-Daniel Hartwich, »Deutsche Mythologie«. Die Erfindung einer nationalen Kunstreligion, Berlin (Philo) 2000.
- Joachim Heinzle, Wolfram von Eschenbach. Dichter der ritterlichen Welt. Leben, Werke, Nachruhm, Basel (Schwabe) 2019, pp. 256-271.
- Ulrike Kienzle, »...das freiwillige Leiden der Wahrhaftigkeit«. Zu den philosophischen Hintergründen des Bruchs zwischen Wagner und Nietzsche: Eine Rekonstruktion ihres Dialogs über den Pessimismus Schopenhauers, in: Thomas Steiert (ed.), »Der Fall Wagner«. Ursprünge und Folgen von Nietzsches Wagner-Kritik, »Thurnauer Schriften zum Musiktheater«, vol. 13, Laaber (Laaber) 1991, pp. 81-136.
- Ulrike Kienzle, Das Weltüberwindungswerk. Wagners »Parsifal« ─ ein szenisch-musikalisches Gleichnis der Philosophie Arthur Schopenhauers, Laaber (Laaber) 1992. ISBN 3-8260-3058-3.
- Chikako Kitagawa (北川千香子), Versuch über Kundry ─ Facetten einer Figur, Bern / Frankfurt / New York (Peter Lang) 2015.
- Stefan Kunze (ed.), Richard Wagner. Von der Oper zum Musikdrama, Bern/München (Francke) 1978.
- Stefan Kunze, Der Kunstbegriff Richard Wagners, Regensburg (Bosse) 1983.
- Alfred Lorenz, Das Geheimnis der Form bei Richard Wagner, vol. 4: Der musikalische Aufbau von Richard Wagners »Parsifal«, Berlin (Max Hesse) 1933, Reprint Tutzing (Schneider) 1966.
- Jürgen Maehder,  Wagner-Forschung versus Verdi-Forschung ─ Anmerkungen zum unterschiedlichen Entwicklungsstand zweier musikwissenschaftlicher Teildisziplinen, in: Arnold Jacobshagen (ed.),  Verdi und Wagner. Kulturen der Oper, Wien/Köln (Böhlau) 2014, pp. 263–291, ISBN 978-3-412-22249-9.
- Jürgen Maehder, Form, Text-Setting, Timbre, Aura ─ Structural Aspects of Wagner's »Parsifal« Score, in: Naomi Matsumoto et al. (ed.), Staging Verdi and Wagner, Turnhout (Brepols) 2015, pp. 81-113.
- Jürgen Maehder, The Intellectual Challenge of Staging Wagner: Staging Practice at Bayreuth Festival from Wieland Wagner to Patrice Chéreau, in: Marco Brighenti/Marco Targa (ed.), Mettere in scena Wagner. Opera e regia fra Ottocento e contemporaneità, Lucca (LIM) 2019, pp. 151-174.
- Claus-Steffen Mahnkopf (ed.): Richard Wagner, Konstrukteur der Moderne. Klett-Cotta, Stuttgart 1999, ISBN 3-608-91979-1.
- Volker Mertens, Richard Wagner und das Mittelalter, in: Ulrich Müller/Ursula Müller (ed.), Richard Wagner und sein Mittelalter, Anif/Salzburg (Müller Speiser) 1989, pp. 9 84.
- Heinz-Klaus Metzger/Rainer Riehn (ed.), Richard Wagner, »Parsifal«, »Musik-Konzepte«, vol. 25, München (text + kritik) 1982.
- Stephan Mösch, Weihe, Werkstatt, Wirklichkeit. »Parsifal« in Bayreuth 1882-1933, Kassel / Stuttgart / Weimar (Bärenreiter/Metzler)2012, ISBN 978-3-7618-2326-2.
- Ulrich Müller/Ursula Müller (ed.), Richard Wagner und sein Mittelalter, Anif/Salzburg (Müller-Speiser) 1989.
- Ulrich Müller, Vom »Parzival« zum Liebesverbot. Richard Wagner und das Mittelalter, in: Dietrich Mack (ed.), Richard Wagner: Mittler zwischen den Zeiten, Anif/Salzburg (Müller-Speiser) 1990, pp. 79-103.
- Ulrich Müller/Oswald Panagl, Ring und Graal. Texte, Kommentare und Interpretationen zu Richard Wagners »Der Ring des Nibelungen«, »Tristan und Isolde«, »Die Meistersinger von Nürnberg« und »Parsifal«, Würzburg (Königshausen & Neumann) 2002.
- Jean-Jacques Nattiez, Wagner androgyne, Paris (Bourgois) 1990; English translation (Stewart Spencer): Jean-Jacques Nattiez, Wagner Androgyne. A Study in Interpretation, Princeton (Princeton University Press) 1993.
- Gösta Neuwirth, Parsifal und der musikalische Jugendstil, in: Carl Dahlhaus (ed.), Richard Wagner ─ Werk und Wirkung, Regensburg (Bosse) 1971, pp. 175-198.
- Adolf Novak, Wagners »Parsifal« und die Idee der Kunstreligion, in: Carl Dahlhaus (ed.), Richard Wagner ─ Werk und Wirkung, Regensburg (Bosse) 1971, pp. 161-174.
- Wolfgang Osthoff, Richard Wagners Buddha-Projekt »Die Sieger«. Seine ideellen und strukturellen Spuren in »Ring« und »Parsifal«, in: Archiv für Musikwissenschaft 40/1983, pp. 189-211.
- Daniel Schneller, Richard Wagners „Parsifal“ und die Erneuerung des Mysteriendramas in Bayreuth. Die Vision des Gesamtkunstwerks als Universalkultur der Zukunft, Bern (Peter Lang) Bern 1997, ISBN 3-906757-26-9.
- Wolfgang Seelig, Ambivalenz und Erlösung. »Parsifal«. Menschliches Verständnis und dramatische Naturdarstellung, Bonn (Bouvier) 1983.
- Giuseppe Sinopoli, Parsifal a Venezia, Venezia (Marsilio Editori) 1993, ISBN 978-88-317-7914-2.
- Carl Suneson, Richard Wagner och den Indiska Tankevärlden, Stockholm (Almqvist & Wiksell International) 1985, »Acta Universitatis Stockholmiensis«, »Stockholm Oriental Studies«, vol. 13; German edition: Richard Wagner und die indische Geisteswelt, Leiden (Brill) 1989.
- Peter Wapnewski, Der traurige Gott. Richard Wagner in seinen Helden, München (C. H. Beck) 1978.
- Peter Wapnewski, Richard Wagner. Die Szene und ihr Meister, München (C. H. Beck) 1978.
- Peter Wapnewski, Tristan der Held Richard Wagners, Berlin (Quadriga) 1981.
- Peter Wapnewski, Wolframs »Parzival« in Wagners Bühnenweihfestspiel, in : Joachim Heinzle (ed.): Wolfram von Eschenbach. Ein Handbuch, 2 voll., Berlin/Boston (De Gruyter) 2011, pp. 742-757.
- Petra-Hildegard Wilberg, Richard Wagners mythische Welt. Versuche wider den Historismus, Freiburg (Rombach) 1996.

## 注・出典
1. ↑  高木卓は「オペラ対訳シリーズ（11）」音楽之友社　1967において  "Bühnenweihfestspiel " を「舞台清祓祝典劇」と訳している。ISBN 978-4276355118
2. ↑  公演情報 - 二期会創立15周年記念公演《パルジファル：聖祓劇》 - 昭和音楽大学オペラ研究所 オペラ情報センター
3. ↑  de:Albrecht (Dichter des „Jüngeren Titurel“) 参照。
4. ↑  de:Joseph Görres (Hrsg.) ： Lohengrin, ein altteutsches Gedicht, nach der Abschrift des Vaticanischen Manuscriptes von Ferdinand Gloekle, Heidelberg 1813.
5. ↑  Joachim Heinzle: Wolfram von Eschenbach. Dichter der ritterlichen Welt. Leben, Werke, Nachruhm. Schwabe, Basel 2019. S. 251-252.
6. ↑  ヴォルフラム・フォン・エッシェンバッハ『パルチヴァール』(加倉井粛之、伊東泰治、馬場勝弥、小栗友一訳) 郁文堂 1974年 ISBN 4-261-07118-5；改訂第5刷 1998年、239頁以下で語られる、聖杯を求めて放浪するパルチヴァールが聖金曜日にも拘らず甲冑をまとっているのを咎められる場面を想像したということであろうか。パルチヴァールはこの後、隠者の庵を訪れ、隠者からキリスト教の根本教義や聖杯について教えを受ける。『パルチヴァール』全巻のクライマックスである。
7. ↑  Joachim Heinzle: Wolfram von Eschenbach. Dichter der ritterlichen Welt. Leben, Werke, Nachruhm. Schwabe, Basel 2019. S. 255.
8. ↑  Peter Wapnewski : Wolframs ‘Parzival’ in Wagners Bühnenweihfestspiel, in : Joachim Heinzle (Hrsg.): Wolfram von Eschenbach. Ein Handbuch. 2 Bände, De Gruyter, Berlin/Boston 2011. S. 742-757. - Joachim Heinzle: Wolfram von Eschenbach. Dichter der ritterlichen Welt. Leben, Werke, Nachruhm. Schwabe, Basel 2019. S. 256-271.
9. ↑  ヴォルフラム・フォン・エッシェンバッハ『パルチヴァール』(加倉井粛之、伊東泰治、馬場勝弥、小栗友一訳) 郁文堂 1974年 ISBN 4-261-07118-5；改訂第5刷 1998年、427頁下- 430頁下。なお、ローエングリン (アーサー王伝説)参照。
10. ↑   Lohengrin, ein altteutsches Gedicht, nach der Abschrift des Vaticanischen Manuscriptes von Ferdinand Gloekle, hg. von de:Joseph Görres, Heidelberg 1813, S. VI. なおゲレスは "Parcifal"として語源を解説している。
11. ↑  Joachim Heinzle: Wolfram von Eschenbach. Dichter der ritterlichen Welt. Leben, Werke, Nachruhm. Schwabe, Basel 2019. S. 256.
12. ↑  フィリップ・ヴァルテール『アーサー王神話大事典』〔Philippe Walter, Dictionnaire de mythologie arthurienne. Paris: Imago 2014〕（渡邉浩司・渡邉裕美子訳）原書房　2018　 195頁。
13. ↑  Ehm-Klier, Regina (2017年8月22日). “Parsifal - Musik überragend, Inszenierung Geschmackssache” (ドイツ語). Festspieleblog. 2019年8月22日閲覧。Peter Wapnewskyは、「第1幕と第2幕の後のカーテンコールは上演内容の価値を損なうと感じたのであろう」と説明している。Joachim Heinzle (Hrsg.): Wolfram von Eschenbach. Ein Handbuch. 2 Bände, De Gruyter, Berlin/Boston 2011. (ISBN 978-3-11-019053-3) S. 144より。
14. ↑  Wiegelmann, Lucas (2016年7月25日). “Bayreuther Festspiele 2016: Tipps zum Parsifal-Smalltalk” 2019年8月22日閲覧。
15. ↑  篠田知和基「ジュリアン・グラックの『アルゴールの城にて』と『漁夫王』」：渡邉浩司編著『アーサー王伝説研究 中世から現代まで』（中央大学出版部　2019）423-442ページ